# Paul Walker (calciatore)
Paul Graham Walker (Bradford, 3 aprile 1949) è un ex calciatore inglese, di ruolo centrocampista.

## Carriera
Ha esordito tra i professionisti all'età di 19 anni durante la stagione 1968-1969 con il Wolverhampton, nella prima divisione inglese, scendendo in particolare in campo nelle ultime due giornate di campionato (prima subentrando dalla panchina all'inizio del secondo tempo nella sfida persa per 2-0 sul campo del Sunderland il 19 aprile 1969 e poi da titolare nella sconfitta esterna per 4-1 sul campo del Newcastle Utd del 21 aprile 1969). Nella stagione successiva scende invece in campo con buona frequenza, disputando 17 partite di campionato con i Wolves, alle quali aggiunge poi ulteriori 3 presenze nella stagione 1970-1971, che termina però giocando per un breve periodo in prestito ai londinesi del Watford, con i quali disputa 3 partite in seconda divisione. Nella stagione 1971-1972, invece, dopo aver giocato altre 4 partite in prima divisione con il Wolverhampton va in prestito allo Swindon Town, con cui disputa ulteriori 5 partite in prima divisione; trascorre poi la stagione 1972-1973 nuovamente ai Wolves, con cui non gioca tuttavia ulteriori partite di campionato, passando poi in quarta divisione al Peterborough Utd, con cui nella stagione 1973-1974 vince il campionato trascorrendo poi la stagione 1974-1975 in terza divisione. Dopo un ulteriore periodo in quarta divisione (13 presenze con la maglia del Barnsley) va a giocare in Canada nella Canadian National Soccer League agli Ottawa Tigers; torna poi in patria, accasandosi in quarta divisione all'Huddersfield Town, dove resta in rosa per la maggior parte della stagione 1976-1977 (la sua ultima in carriera da professionista) giocando tuttavia solamente una partita di campionato con la maglia dei Terriers.
In carriera ha totalizzato complessivamente 126 presenze e 3 reti nei campionati della Football League, disputando almeno una partita in ciascuna delle quattro divisioni che la componevano.

## Palmarès

### Club

#### Competizioni nazionali
- Campionato inglese di quarta divisione: 1

Peterborough United: 1973-1974